# شوراکندی
شوراکندی، روستایی از توابع بخش محمدیار شهرستان نقده در استان آذربایجان غربی است.

## جمعیت
این روستا در دهستان حسنلو قرار دارد و براساس سرشماری مرکز آمار ایران در سال ۱۳۸۵، جمعیت آن ۱۷۳ نفر (۳۳ خانوار) بوده‌است.